# Семь жизней
«Семь жи́зней» (англ. Seven Pounds) — художественный фильм, драма режиссёра Габриеле Муччино. Слоган фильма: «Seven Names. Seven Strangers. One Secret» (в российском прокате: «Они не знакомы. У них разные судьбы. Но у них одна тайна»). Мировая премьера состоялась 19 декабря 2008 года (в России 15 января 2009).

## Сюжет
Фильм начинается со звонка главного героя на номер 911 о несчастном случае, самоубийстве. В качестве жертвы он называет себя…
За два года до описываемых событий Тим Томас (Уилл Смит) (на протяжении большей части фильма он представляется как «Бен Томас») попадает в автокатастрофу — по его вине погибают семь человек, включая его невесту, Сару Дженсон (Робинн Ли).
Через год после аварии, бросив карьеру инженера космических станций, Тим жертвует лёгочную долю своему брату (Майкл Или), служащему IRS (Служба внутренних доходов, американская налоговая служба). Шесть месяцев спустя он жертвует часть печени работнику службы по безопасности детей по имени Холли (Джудиэнн Элдер). После этого он начинает поиск следующих кандидатов на получение донорских органов. Он находит Джорджа (Билл Смитрович), тренера по молодёжному хоккею и жертвует ему почку, а потом жертвует костный мозг мальчику по имени Николя (Квентин Келли).
За две недели до смерти он связывается с Холли и спрашивает её, знает ли она ещё кого-нибудь, кто заслуживает помощи. Она указывает на Конни Тепоз (Эльпидия Каррильо), чей сожитель постоянно избивает её. Тим выезжает из своего дома в местный мотель, взяв с собой аквариум с кубомедузой. Однажды ночью, будучи избитой, Конни решается и звонит Тиму, который передаёт ей ключи и документы на владение своим домом на берегу океана. Она забирает двух своих детей и переезжает в этот дом, чтобы начать новую жизнь и дать шанс своим детям.
Украв служебное удостоверение своего брата Бена и представляясь его именем, Тим проверяет кандидатов на два последних донорства. Первым оказывается Эзра Тернер (Вуди Харрельсон), незрячий продавец мяса, играющий на пианино. Бен звонит Эзре Тернеру и ведёт себя вызывающе, пытаясь проверить, насколько быстро можно того разозлить. Эзра остаётся невозмутимым и Тим решает, что тот достойный кандидат.
Следующим кандидатом является управляющий дома престарелых, но после проверки оказывается негодяем, недостойным помощи Тима.
Затем он под видом проверки по поводу недоимки в 56 тысяч долларов налогов связывается с Эмили Поза (Розарио Доусон), предпринимательницей, печатающей поздравительные открытки, которой требуется пересадка сердца и у которой редкая группа крови. Он проводит время с ней и её собакой, пропалывает сорняки в её саду и ремонтирует её редкий печатный станок фирмы Гейдельберг; они влюбляются друг в друга. Состояние Эмили ухудшается. После ухудшения Эмили переводят в первую группу — ей выдают пейджер, который должен просигналить, когда появится шанс получить сердце донора, стоя в очереди.
Бен выслеживает Тима у дома Эмили, когда тот с Эмили заканчивают романтический ужин. Он требует, чтобы Тим вернул ему служебное удостоверение IRS и ключи от машины. Тим возвращается домой и занимается сексом с Эмили. Чтобы не встретиться с братом, он убегает из дома и встречается с лечащим доктором Эмили по поводу окончательного прогноза состояния девушки. Доктор говорит, что шанс найти подходящего донора составляет не более пяти процентов.
Решив для себя всё окончательно, Тим возвращается в мотель. Он наполняет ванну ледяной водой, чтобы сохранить свои органы, пишет записку-указание спасателям и, опустившись в ванну, вызывает скорую помощь, затем совершает самоубийство, запуская в ванну смертельно ядовитую кубомедузу.
Его друг Дэн (Барри Пеппер), в качестве исполнителя завещания, убеждается, что органы Тима пересаживаются Эмили и Эзре. Эзра Тернер получает роговицу глаза, а Эмили — сердце. Позже Эмили приходит на концерт в парке, на котором зрячий Эзра играет на пианино и тот догадывается, что это именно она.

## О названии
Оригинальное название фильма (англ. Seven Pounds) переводится как «Семь фунтов» и, по словам Уилла Смита, является отсылкой к пьесе Уильяма Шекспира «Венецианский купец», в которой хитрый еврей-ростовщик Шейлок, по условиям векселя, имеет право вырезать фунт мяса из тела венецианского купца Антонио, если тот не вернёт долг в срок.

## В ролях
- Уилл Смит — Тим Томас (брат Бена Томаса)
- Розарио Доусон — Эмили Поса
- Вуди Харрельсон — Эзра Тернер
- Майкл Или — Бен Томас
- Барри Пеппер — Дэн
- Эльпидия Каррильо — Конни Тепоз
- Робинн Ли — Сара Дженсон
- Октавия Спенсер — Кейт, медсестра
- Мэдисон Петтис — дочь Конни
- Фиона Хейл — Инес
- Джудиэнн Элдер — Холли
- Билл Смитрович — Хорхе Ристуччия

## Сборы
Бюджет фильма составил 55 млн долларов. В первые выходные собрал 14 851 136 долларов (второе место). В прокате с 19 декабря 2008 по 25 января 2009, наибольшее число показов в 2758 кинотеатрах единовременно. За время проката собрал в мире 168 168 201 доллар, из них 69 951 824 доллара в США (46 место по итогам года) и 98 216 377 долларов в остальном мире. В странах СНГ фильм шёл с 15 января по 19 марта 2009 и собрал 1 565 709 долларов.

## Музыкальное оформление
- В фильме была использована кавер-версия британской группы Muse песни «Feeling Good» (Нина Симон).
- В одном из сюжетов Эзра исполняет в супермаркете на фортепиано Фантазию ре-минор Моцарта (K 397).
- В сцене ужина в доме Эмили ставит пластинку с песней «For Me… Formidable» в исполнении Шарля Азнавура.
- В той же сцене ужина, Тим и Эмили напевают песню Минни Рипертон «Lovin' You».
- В фильме звучит песня Ника Дрейка «One of These Things First».

В официальный саундтрек Seven Pounds by Angelo Milli входят следующие композиции:
- 01. Seven Days Seven Seconds
- 02. Seven Names
- 03. Sarah
- 04. Assisted Living
- 05. Inez
- 06. I Thought I Was Strong
- 07. Leaving Home
- 08. I Am Nowhere
- 09. A Good Man
- 10. New Life
- 11. Shower Flashback
- 12. The Field
- 13. Love Theme
- 14. Requiem
- 15. Surgery
- 16. Tim’s Eyes
- 17. Seven Pounds